# Sercquiais
Das Sercquiais, auch als Sèrtchais oder im Deutschen als Sark-Französisch bezeichnet, ist eine normannische Mundart des Französischen, die auf der Kanalinsel Sark gesprochen wird. Die Inselbewohner bezeichnen sie auch als patois.
Beim Sercquiais handelt es sich um einen im 16. Jahrhundert entstandenen Zweig des Jèrriais, der Sprache der Einwohner der Insel Jersey. Es bildete sich infolge der Besiedlung des unbewohnten Eilandes Sark durch 40 Kolonistenfamilien, die aus dem Parish Saint Ouen auf Jersey stammten. Veränderungen erfuhr der sich herausbildende eigenständige Dialekt durch  Einflüsse des Dgèrnésiais, des französischen Dialekts der Insel Guernsey. Zudem ist das Sercquiais eng mit dem ausgestorbenen Dialekt der Insel Alderney, dem Auregnais, und dem auf dem französischen Festland gesprochenen Kontinentalnormannischen verwandt. Angenommen wird darüber hinaus, dass es in der Zeit der frühen Besiedelung zwei Unterdialekte des Sercquiais gegeben habe.
Zu den aktiven Sprechern des Sercquiais gehören insbesondere ältere Bewohner der Insel. Trotz der starken Aufnahme englischer und anglisierter Lexeme zeigt sich ein Konservatismus in der Phonologie, da sich Phoneme erhalten haben, die in Jèrriais seit dem 16. Jahrhundert abgebaut wurden. Jedoch hat die Sprache in den letzten Jahren stark unter der Zuwanderung englischer Steuerflüchtlinge und der nicht vorhandenen Förderung durch staatliche Institutionen gelitten. Viele der lokalen Ortsnamen haben ihre sark-französische Form bewahrt.